# Antrostomus arizonae
El chotacabras cuerporruín mexicano (Antrostomus arizonae), también conocido como tapacaminos cuerporruín mexicano, tapacamino cuerporruín sureño, tapacamino cuerporruín norteño o tapacaminos cuerporruin, es una especie de ave caprimulgiforme de la familia Caprimulgidae encontrada desde el suroeste de Estados Unidos hasta el centro de Honduras.
Esta ave previamente se agrupó con el chotacabras cuerporruín (Antrostomus vociferus); sin embargo, ambos tipos tienen diferentes rangos y vocalizaciones, los huevos tienen diferente coloración y la secuenciación de ADN muestra suficiente diferenciación para separarlos en diferentes especies.

## Descripción
Los adultos tienen el plumaje moteado: las partes superiores son de color gris, negro y marrón y las partes inferiores de color gris y negro. Tienen el pico corto y la garganta negra. Los machos tienen una mancha blanca debajo de las puntas de la garganta y las plumas externas de la cola blancas; en la hembra, estas partes son de color marrón claro.

## Ecología
Habita en los bosques del suroeste de Estados Unidos y México. Se alimentan en la noche, captura insectos en vuelo, y normalmente duermen durante el día. Anidan en el suelo, en lugares sombreados entre las hojas muertas y por lo general ponen dos huevos.

## Subespecies
Se reconocen cinco subespecies:
- Antrostomus arizonae arizonae Brewster, 1881– suroeste de Estados Unidos al centro de México.
- Antrostomus arizonae setosus (van Rossem, 1934)– este de México.
- Antrostomus arizonae oaxacae Nelson, 1900– suroeste de México.
- Antrostomus arizonae chiapensis Nelson, 1900– sureste de México y las tierras altas de Guatemala.
- Antrostomus arizonae vermiculatus Dickey & van Rossem, 1928– tierras altas de Honduras y El Salvador.